# Karel Vilgus
Karel Vilgus ( 2. prosince 1944 Ostrava) je český výtvarník, grafik, ilustrátor, typograf a fotograf. Specializuje se na knižní a plakátovou grafiku. Žije a pracuje v Klánovicích.

## Život a dílo
Narodil se na konci druhé světové války v Ostravě, kde pracoval v dělnických profesích v Nové huti Klementa Gottwalda. Na přelomu 50. a 60. let 20. století odešel do Prahy. V letech 1963–1969 vystudoval obor knižní grafika na Vysoké škole uměleckoprůmyslové v Praze. 
Téměř celou svou kariéru – 40 let pracoval v Praze pro divadlo Semafor. K jeho nejznámějším realizacím patří publikace divadla  ze 70. let 20. století, například grafická úprava programu obnovené premiéry hry Člověk z půdy z 11. ledna 1977, kterou ilustroval 48 perokresbami – figurálními ilustracemi, dále Jonáš a tingl tangl (Supraphon), Jonáš a Dr. Matrace (Nakladatelství Primus) a jiné. Je také autorem grafické úpravy obalů tří alb divadla Semafor 1959–1969 (Supraphon), Jonáš a tingl tangl (Supraphon), Jonáš a Dr. Matrace (Primus) a EP desky Elektrická puma. Nejčastěji spolupracoval s fotografy Miroslavem Huckem, Tarasem Kuščynským a Ivanem Englichem.
Dále graficky zpracoval 20 svazků Encyklopedie Jiřího Suchého, vydané v nakladatelství Pražská imaginace v Praze v letech 1999–2005 nebo souborné dílo Karla Šiktance pro Nakladatelství Karolinum. Tato řada knih vyhrála cenu "Litera za nakladatelský čin" v roce 2024.
V letech 1980–1990 byl kurátorem Výstavní síně divadla Semafor v pasáži Světozor. Pracoval také jako knižní grafik a typograf pro různá nakladatelství (zejména Albatros, Mladá fronta, Primus, Artia) i jiné vydavatele.
Žije v Klánovicích, kde každoročně na památku své předčasně zemřelé manželky, grafičky Hedviky Vilgusové, organizuje sympozium Sochání pro Hedviku. Jeho syn, český historik, pedagog a publicista Petr Vilgus je od srpna roku 2020 tajemníkem Klánovického úřadu.